# 根白坂の戦い
根白坂の戦い（ねじろざかのたたかい）は、天正15年4月17日（グレゴリオ暦1587年5月24日）に日向国根白坂で行なわれた豊臣秀吉軍と島津義久軍による合戦である。

## 経緯

### 開戦まで
九州制覇を目指す島津義久は、天正14年（1586年）に入ると豊後侵攻を開始し、12月には戸次川の戦いで豊臣・大友連合軍を撃破し、大友義統は豊前に一時的に退去し、豊後の西部及び中央部はほぼ島津氏の占領下に入った。
一方、徳川家康を臣従させた豊臣秀吉は、天正15年（1587年）1月に九州征伐の動員令を発し、畿内や中国・四国の諸大名による軍を九州に送り出した。3月には秀吉の弟・豊臣秀長の軍勢が豊前小倉において先着していた毛利輝元や宇喜多秀家、宮部継潤ら中国の軍勢と合流し、豊臣軍の総勢は10万になった。これにより先の豊後侵略で島津軍の侵略でも陥落しなかった岡城の志賀親次や栂牟礼城の佐伯惟定、鶴崎城の妙林尼などが勢いづき、豊前・豊後の土豪、さらに肥前の龍造寺政家と鍋島直茂も豊臣氏側に帰順する。
これに対して島津義久は、兵力差があり過ぎることから戦線の縮小を図った。戸次川の戦い後に義久の弟・島津家久が占領していた府内を放棄させ、家久は後方の豊後松尾城に撤退し、代わって島津家久の兄・島津義弘が府内に入って守備を固めた。そこへ秀吉は高野山の木食応其と一色昭秀を遣わし和議を勧めるが、島津義弘は応じず抗戦を選択した。しかし佐伯惟定率いる大友軍の反撃によって本国との経路・日向国境近くの朝日嶽城が落とされ、戦況の不利を悟った島津義弘の軍勢は3月15日の夜半に府内城を脱出し、豊後松尾城の家久と合流、島津軍は豊後から撤退する。撤退の際に3月16日に三梅峠で志賀親次、3月17日には梓峠で佐伯惟定が率いる大友軍の更なる追撃を受け、島津軍は大損害を出し何とか日向まで撤退した。3月下旬に入ると豊臣秀長率いる日向方面軍（九州東部軍）が豊後を発って日向に侵攻した。3月29日には日向北部の要衝である日向松尾城が陥落した。秀長軍は続いて日向南部の要衝・高城を包囲した。高城は堅固であったため秀長軍は無理に力攻めをせず、城を何重にも包囲した上で兵糧攻めとし、併せて島津軍が城を助けに来るなら必ず通るはずの根白坂に砦を構築し、ここを要塞化して島津軍を迎え撃つ戦略を取った。
一方、豊臣秀吉率いる本隊（九州北部・西部軍）は3月1日に大坂を出陣し、3月29日に豊前小倉に着陣した。秀吉は島津氏に従属する筑前の秋月種実の支城・岩石城を4月1日に落とした。秋月種実は秀吉に各個撃破されることを恐れて支城の益富城を破却して全軍で古処山城に立て籠もった。ところが秀吉の築城技術により、破却したはずの益富城は修復され、ここを拠点に古処山城が攻撃されたため、種実は戦意を失って4月3日に秀吉に降伏した。その後、秀吉は4月10日に筑後に侵攻し、4月16日には肥後隈本（熊本）、4月17日には宇土へと進軍する。この間、秀吉の勢威を恐れて諸国の土豪は降伏していった。
島津義久は九州西側から秀吉の軍勢が薩摩へ南下していることを知って狼狽した。義久は秀長の軍勢に備えるために薩摩・大隅などの軍勢の大半を日向都於郡城に結集していた。そのためもあり、九州西側の守備は手薄だった。豊臣方の軍勢がやってくると、各地の島津氏に服従していた勢力がほとんど豊臣方に鞍替えしていった。局面の打破を迫られた義久は、九州東部方面軍であり高城を包囲する秀長の軍勢に決戦を挑んだ。4月17日夜半、島津軍は根白坂を急襲した。この根白坂は高城の南側に位置する坂で、島津軍が高城を救援するなら必ず通らないといけないルートだった。そのため前述のように、島津軍の後詰（救援）を予想していた秀長らは根白坂に砦を構築し、要塞化して守備を固めていた。島津氏は縣城を質に誘い出され、またそうせざるを得ない状況となっていた。

### 戦闘経過
この時の両軍の兵力は諸説があって定かではないが、豊臣軍は8万、島津軍は3万5000ほどだったといわれる。砦の守将宮部継潤らを中心にした1万の軍勢が、空堀や板塀などを用いて砦を堅守。これを島津軍は突破できずに戦線は膠着状態に陥った。ここに秀長の本隊が救援にきたが、状況を見た軍監の尾藤知宣は救援は不可能、島津の軍に当たるべからずと秀長に進言し、秀長本隊は軍監の言に従い、救援の中止を受け入れた。しかし豊臣秀長麾下の藤堂高虎の500名と宇喜多秀家麾下の戸川達安の手勢らが宮部継潤の救援に向かい、島津軍を翻弄。ここに小早川・黒田勢が挟撃を仕掛けたため、島津軍は大将格の島津忠隣・猿渡信光等のほぼ全員が討死し完敗した。秀長らは追撃を行おうとしたが、尾藤が深追いの危険を主張したために追撃戦は行われなかった。後に、日向国高城にて島津家久軍を撃退し大軍を防いだことから、秀吉は「法印（継潤）事は今にはじめぬ巧者ものなり」（『川角太閤記』）と継潤を褒賞した。
この戦いは、豊後国にて防備を固めよという秀吉の命令を順守せず、独断で会戦（戸次川の戦い）に望んだ上で敗北した仙石秀久の失態を挽回、秀吉による九州平定を盤石なものにし、窮地に陥った大友義鎮を救った戦いでもあった。

### 戦後
尾藤はこれらの消極的な姿勢を秀吉に強く責められ、与えられたばかりの所領没収の上で追放。尾藤は諸国を流浪し、後に処刑された。
完敗した義久・義弘は僅かな手勢と共に都於郡城に退却し、家久も佐土原城（宮崎市佐土原町）に兵を引いた。豊臣秀次は都於郡城を攻略し、三ツ山（宮崎県小林市）・野尻（小林市）の境界にある岩牟礼城（小林市）まで侵攻した。義弘は飯野城（宮崎県えびの市飯野）に籠城した。
根白坂の戦いから10日も経たぬうちに、九州西部では豊臣本隊が島津氏の本国である薩摩へと侵攻し始めていた。有力な家臣で一族でもある島津忠辰や島津忠長らも降伏していった。根白坂での主力決戦に完敗した島津氏は軍を立て直す暇もなく、義久は戦意を失い剃髪して龍伯と号した上で、5月8日に豊臣秀吉に降伏した。その後、龍伯はあくまで徹底抗戦をしようとした兄弟の義弘や島津歳久、山田や新納忠元ら家臣を説得し、足利義昭や木食応其の仲介の下に島津氏が完全に秀吉に降伏したのは、5月下旬のことである。
5月13日羽柴秀吉、羽柴秀長へ全11ヶ条の「条々」を下す。大隅、日向両国の「人質」解放を命令したこと、長宗我部信親の戦死を悼み大隅国を長宗我部元親へ下す予定、島津義久降伏の様子、毛利輝元、小早川隆景、吉川元長を薩摩国に移陣させること、志賀親善の忠節に報い大友宗麟の判断で日向国内に城を与えること、大友義統と談議し豊後国内の不要な城の破却命令、日向国における大友宗麟の知行取分は大友宗麟の覚悟次第とすること、宇喜多秀家、宮部継潤、蜂須賀家政、尾藤知宣、黒田孝高に日向国、大隅国、豊後国の城普請および城わりを命令、豊前国の不要な城の破却と豊後・豊前国間に一城構築すべきこと、越権行為は成敗することを通達。「大友家文書録」
後に秀吉により、薩摩は義久に、大隅は義弘に、日向の一郡は義弘の子・島津久保に与えられた。以後、義久は弟の義弘に家督を譲って二頭政治を行い、島津家は豊臣政権、江戸幕府の下でこの2国1郡の領土を明治時代まで領有した。